# Bezzecca
Bezzecca é uma comuna italiana da região do Trentino-Alto Ádige, província de Trento, com cerca de 591 habitantes. Estende-se por uma área de 17 km², tendo uma densidade populacional de 35 hab/km². Faz fronteira com Concei, Pieve di Bono, Tiarno di Sotto, Pieve di Ledro, Tiarno di Sopra, Molina di Ledro.